# Liste der Seniorenakademien in Deutschland
Eine Seniorenakademie ist eine relativ junge Institution für akademische und allgemeine Weiterbildung und Begegnung, die sich in der Hauptsache an die ältere Generation von Menschen in Deutschland richtet. Ein gesamteuropäischer Ansatz zeigt sich sogar bei der Europäischen Senioren Online Akademie Berlins, der Deutsch-Polnischen Seniorenakademie an der Europa-Universität Viadrina in Frankfurt an der Oder sowie der Europäischen Senioren Akademie in Ahaus. Die Auflistung dieser Seniorenakademien trägt insbesondere durch die Fülle der Verschiedenheiten und Vergleichsmöglichkeiten zu einer Orientierung über deren Wesen, Inhalte, Ziele und Trägerschaften als auch Zentren und Orte bei. 
| Name                                                                  | PLZ/Ort                                                                              | Bemerkungen, Trägerschaft                                                                         |
| --------------------------------------------------------------------- | ------------------------------------------------------------------------------------ | ------------------------------------------------------------------------------------------------- |
| Europäische Senioren Akademie                                         | 48683 Ahaus                                                                          | Caritas                                                                                           |
| Seniorenakademie Alfeld e.V.                                          | 31061 Alfeld                                                                         | Eingetragener Verein                                                                              |
| Senaka – Seniorenakademie Arnsberg                                    | 59821 Arnsberg                                                                       | Volkshochschule der Stadt Arnsberg                                                                |
| vhs Seniorenakademie                                                  | 23795 Bad Segeberg                                                                   | Volkshochschule Bad Segeberg e.V.                                                                 |
| Seniorenakademie Barmstedt                                            | 25355 Barmstedt                                                                      | Verein für weibliche Diakonie e. V., Barmstedt                                                    |
| Seniorenakademie Bayern                                               | Ein bayernweites Seminarangebot für ehrenamtlich engagierte Seniorinnen und Senioren | pme Familienservice Gruppe                                                                        |
| Europäische Senioren Online Akademie                                  | 10717 Berlin                                                                         | Centre International de Formation Européenne                                                      |
| Seniorenakademie Alt-Lichtenberg                                      | 10365 Berlin                                                                         | Evangelische Kirchengemeinde Alt-Lichtenberg                                                      |
| Seniorenakademie des TJP e.V                                          | 12459 Berlin-Köpenick                                                                | Technischer Jugendbildungsverein in Praxis e.V (TJP e.V.)                                         |
| Akademie Kues Seniorenakademie und Begegnungsstätte                   | 54470 Bernkastel-Kues                                                                | cct-Casanus Trägergesellschaft Trier mbH                                                          |
| BEW – Seniorenakademie                                                | 27568 Bremerhaven                                                                    | BEW Betreuung und Erholungswerk e.V.                                                              |
| Seniorenakademie                                                      | 77815 Bühl                                                                           | Stadt Bühl                                                                                        |
| Akademie 55plus Vorträge, Ausflüge, Seminare, Kurse                   | 64285 Darmstadt                                                                      | Akademie 55plus Darmstadt e.V.                                                                    |
| ParkAkademie – Forum für Bildung und Begegnung                        | 44139 Dortmund                                                                       | Gemeinnützige Gesellschaft e.V.                                                                   |
| Dresdner Seniorenakademie Wissenschaft und Kunst                      | 01069 Dresden                                                                        | Freunde und Förderer der Dresdner Seniorenakademie Wissenschaft und Kunst e.V.                    |
| Deutsch-Polnische Seniorenakademie an der Europa-Universität Viadrina | 15230 Frankfurt (Oder)                                                               | Europa-Universität Viadrina                                                                       |
| Seniorenakademie Greifswalder Bodden Vorpommern e.V.                  | 17489 Greifswald                                                                     | Eingetragener Verein                                                                              |
| Senioren-Akademie Alstertal                                           | 20108 Hamburg                                                                        | Dr. theol. Paul Schulz                                                                            |
| Seniorenakademie St. Nikolai Hamburg                                  | 20149 Hamburg                                                                        | Hauptkirche St. Nikolai Hamburg                                                                   |
| Evangelische Seniorenakademie Hannover                                | 30159 Hannover                                                                       | Stadtkirchenverband Hannover                                                                      |
| Akademie für Ältere                                                   | 69115 Heidelberg                                                                     | gegr. 1. 8. 1984, eingetr. Verein, Unterstützung durch die Stadt Heidelberg; Homepage             |
| Seniorenakademie Heidenheim                                           | 89522 Heidenheim an der Brenz                                                        | Selbstverwaltung Förderverein der Berufsakademie Heidenheim                                       |
| Seniorenakademie Kieler Förde e.V.                                    | 24226 Heikendorf                                                                     | Eingetragener Verein                                                                              |
| Seniorenakademie Hofer Land                                           | 95028 Hof                                                                            | Volkshochschule Landkreis Hof                                                                     |
| Seniorenakademie Hoyerswerda e. V.                                    | 02977 Hoyerswerda                                                                    | Eingetragener Verein                                                                              |
| Seniorenakademie Ilmenau                                              | 98693 Ilmenau                                                                        | Technische Universität Ilmenau                                                                    |
| VHS-Seniorenakademie                                                  | 47533 Kleve                                                                          | Volkshochschule Kleve                                                                             |
| Seniorenakademie Lübeck                                               | 23552 Lübeck                                                                         | Kirchengemeinde St. Marien                                                                        |
| VHS-Seniorenakademie Dithmarschen                                     | 25704 Meldorf                                                                        | Verein Volkshochschulen in Dithmarschen e.V.                                                      |
| Seniorenakademie Linker Niederrhein                                   | 41065 Mönchengladbach                                                                | AWO - Bildungswerk der Generation gGmbH                                                           |
| Münchner Seniorenakademie                                             | 80335 München                                                                        | Münchner Bildungswerk - Katholische Erwachsenenbildung in der Stadt und im Landkreis München e.V. |
| gfi Seniorenakademie                                                  | 80797 München                                                                        | Gesellschaft zur Förderung beruflicher und sozialer Integration (gfi) gemeinnützige GmbH          |
| Winckelmann Akademie München                                          | 80803 München                                                                        | Akademie für Kunstgeschichte für Menschen ab 50                                                   |
| Seniorenakademie an der Oderbruch-Oberschule                          | 15320 Neutrebbin                                                                     | Oderbuch-Oberschule Neutrebbin                                                                    |
| Seniorenakademie Nordhausen                                           | 99734 Nordhausen                                                                     | Kreisvolkshochschule Nordhausen                                                                   |
| Pfinztaler Seniorenakademie                                           | 76327 Pfinztal                                                                       | Bildungseinrichtung der Gemeinde Pfinztal                                                         |
| Rostocker Seniorenakademie                                            | 18057 Rostock                                                                        | Universität Rostock                                                                               |
| Zentrum für lebenslanges Lernen – Seniorenakademie                    | 66123 Saarbrücken                                                                    | Universität des Saarlandes                                                                        |
| Seniorenakademie an der Hochschule Lausitz                            | 01968 Senftenberg                                                                    | Institut für Weiterbildung e. V.                                                                  |
| Goldberg-Seniorenakademie Sindelfingen – Böblingen                    | 71065 Sindelfingen                                                                   | Katholischen Gesamtkirchengemeinden Sindelfingen und Böblingen                                    |
| Seniorenakademie Stade                                                | 21680 Stade                                                                          | Evangelisch-lutherischen Kirchenkreises Stade, Evangelische Erwachsenenbildung Niedersachsen      |
| Seniorenakademie 55 plus - Stralsund e.V.                             | 18435 Stralsund                                                                      | Eingetragener Verein                                                                              |
| Zentrum für Allgemeine Wissenschaftliche Weiterbildung                | 89081 Ulm                                                                            | Universität Ulm                                                                                   |
| Völklinger Seniorenakademie                                           | 66333 Völklingen                                                                     | Stadt Völklingen                                                                                  |
| Kreisvolkshochschule Wittenberg - Seniorenakademie                    | 06886 Lutherstadt Wittenberg                                                         | Kreisvolkshochschule Wittenberg                                                                   |
| Seniorenakademie Worms                                                | 67547 Worms                                                                          | Katholischen Bildungswerkes Rheinhessen und Caritasverbandes Worms e.V                            |